# 試験6号02星
試験6号02星（中:试验六号02星）は中華人民共和国が2020年7月5日に打ち上げた人工衛星。

## 概要
試験6号02星は2020年7月5日午前7時44分（CST）に、酒泉衛星発射センターから長征2号D型ロケットにより打ち上げられ、予定通りの軌道に投入された。この打ち上げは長征ロケットシリーズの第338回目の打ち上げであった。
中国科学院微小衛星創新研究院が製造し、最新の実験装置と探測装置を装備しており、宇宙空間環境の探測に関する技術向上に向けた実験を目的としている。